# 피스가드 등대 국립 사적지

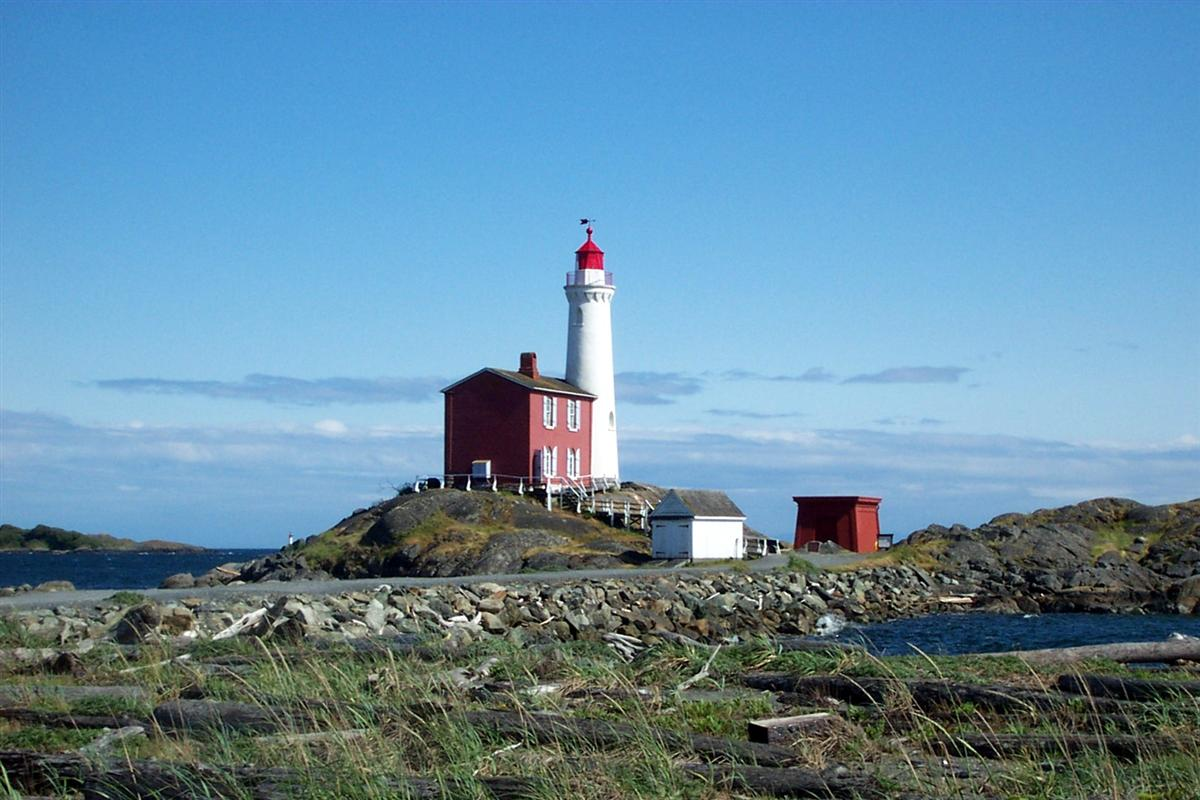
피스가드 등대 국립 사적지

피스가드 등대 국립 사적지(영어: Fisgard Lighthouse National Historic Site)는 캐나다의 서해안에 위치한 최초의 등대 피스가드 등대(Fisgard Lighthouse)의 지역이다. 브리티시컬럼비아주 콜우드의 에스퀴말트 항구의 피스가드섬에 위치해 있다.
피스가드 등대는 빅토리아 다운타운에서 보트로 약 10킬로미터, 차량으로 약 12.5킬로미터 지점 떨어진 곳에 위치해 있다. 1929년 자동화되었다.